# MÁV-Baureihe M47
Die MÁV-Baureihe M47 ist eine Rangierlokomotive der ungarischen Staatsbahnen. Die in Rumänien hergestellte Baureihe verfügt über einen dieselhydraulischen Antrieb und zwei eigenständige, angetriebene Drehgestelle.
Der Lokomotivtyp wird bei der MÁV in drei Varianten geführt: Die M47.1 besitzt einen Dieselmotor mit einer Leistung von 514 kW, die Unterbaureihe M47.2 bezeichnet die Lokomotiven, in denen ein Aggregat mit einer Leistung von 700 kW verbaut worden ist. Während die Produktion der M47.1 im Jahr 1974 begann und ein Jahr andauerte, wurde die zweite Serie von 1975 bis 1979 hergestellt. M47.1 und M47.2 besitzen unterschiedliche Lokkästen. Eine ansonsten mit der M47.2 baugleiche Lokomotive mit schwächerer Motorisierung wird als MÁV-Baureihe M43 geführt.
Trotz anfänglicher Probleme am Maschinensatz sind noch heute Exemplare der M47 auf zahlreichen Güterbahnhöfen Ungarns anzutreffen. Darüber hinaus fahren baugleiche Lokomotiven in Bulgarien, Griechenland und Rumänien.

Bilder der MÁV-Baureihe M47
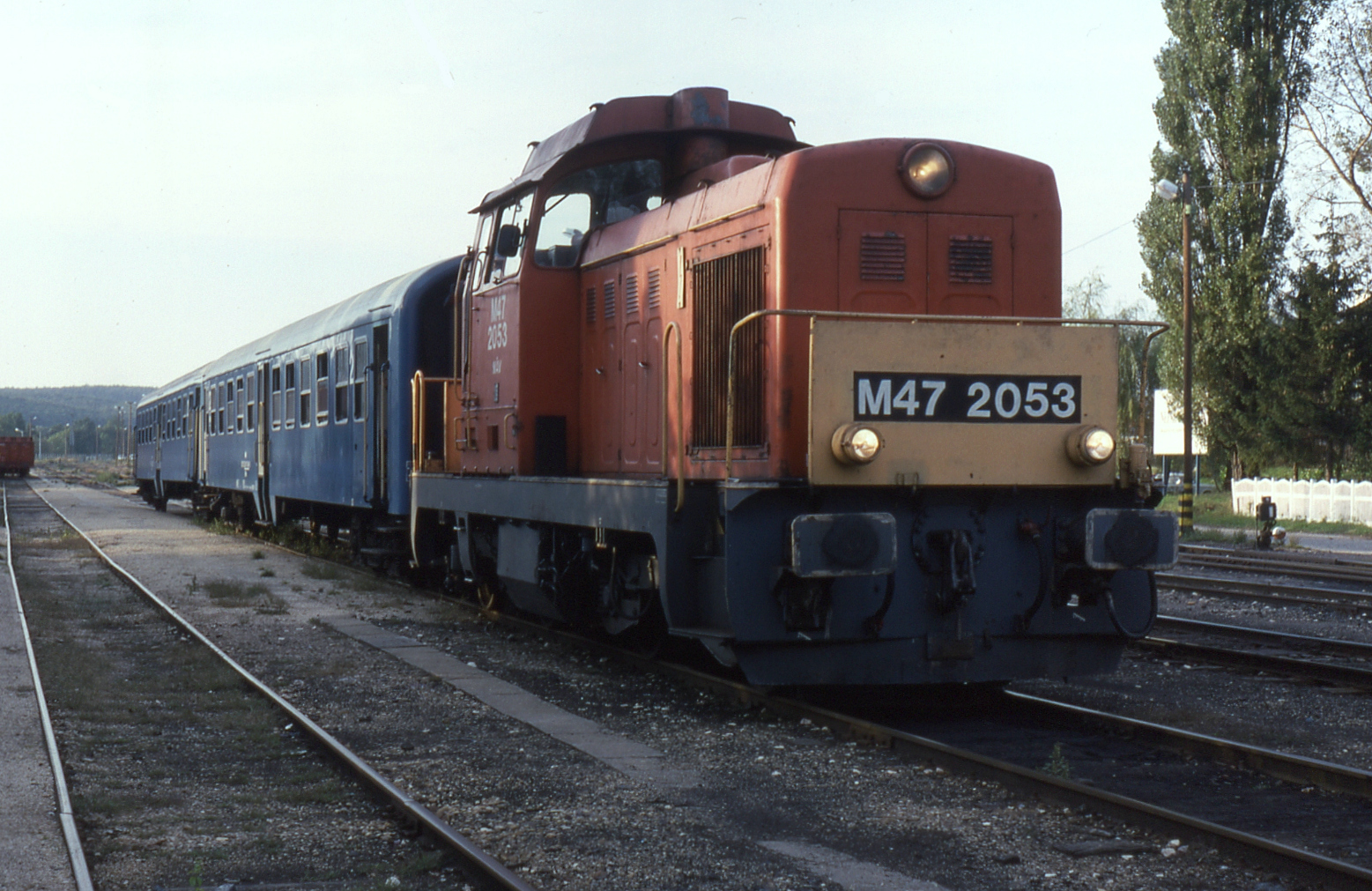
Die M47.2 ist äußerlich identisch mit der M43
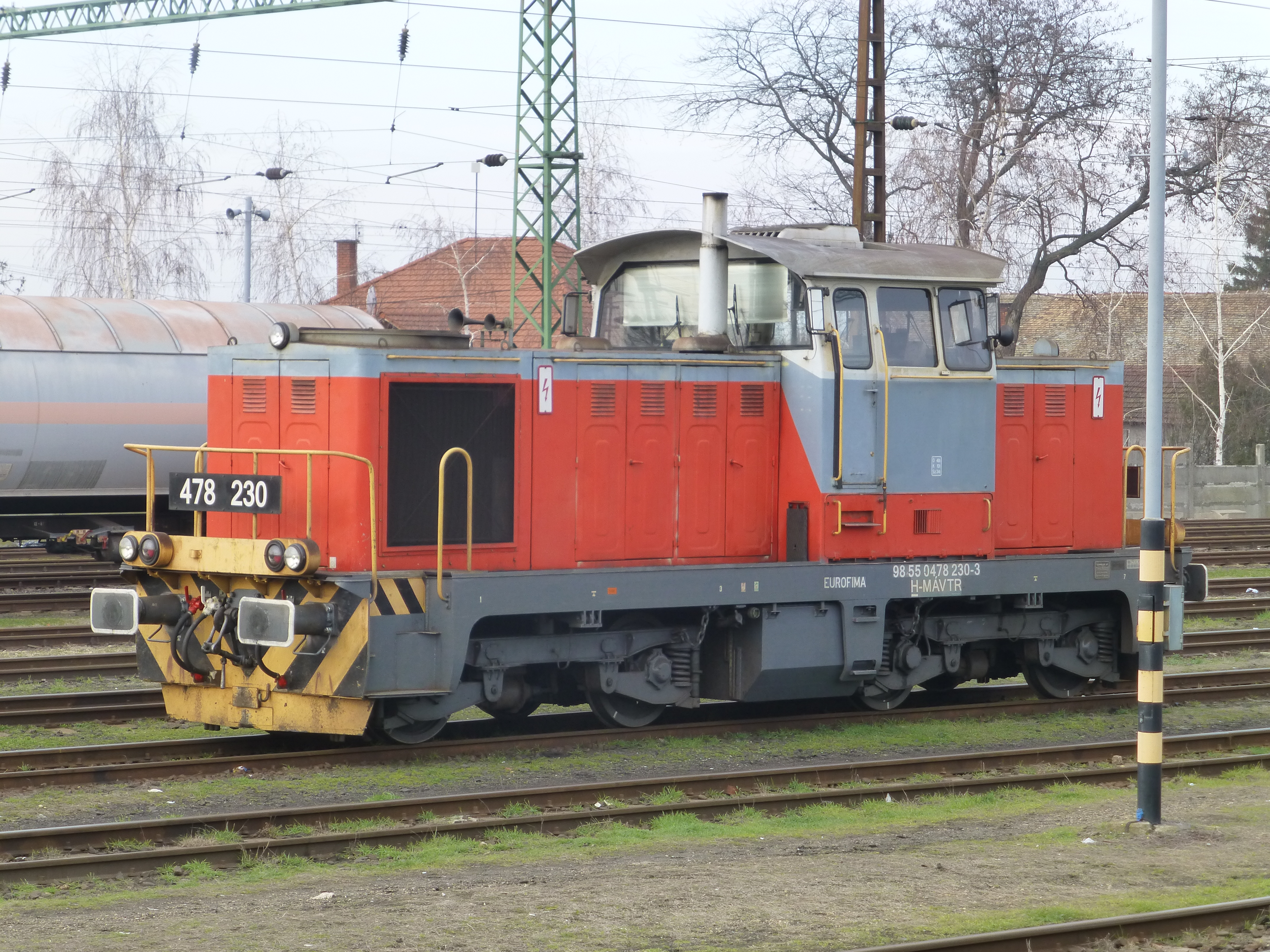
Die M47.1 besitzt einen kantigen Lokkasten und größere Fenster
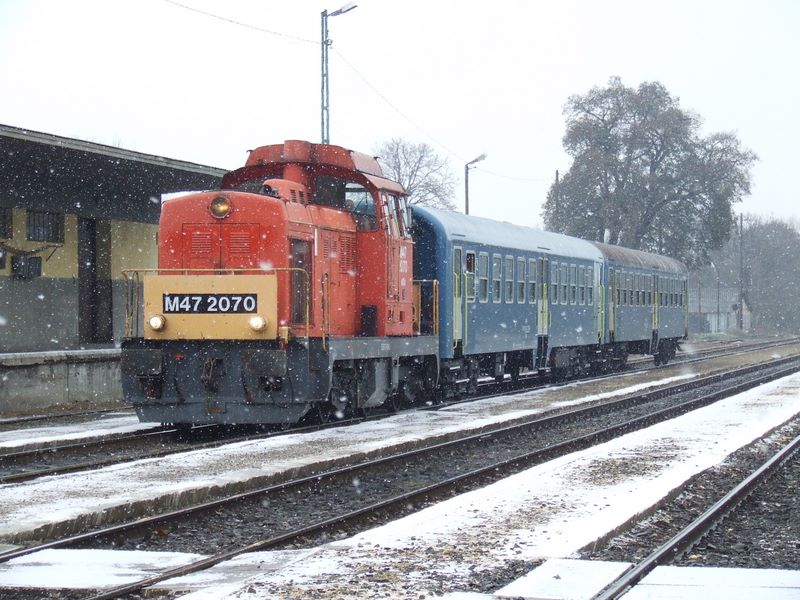
M47.2 vor einem Personenzug 2007
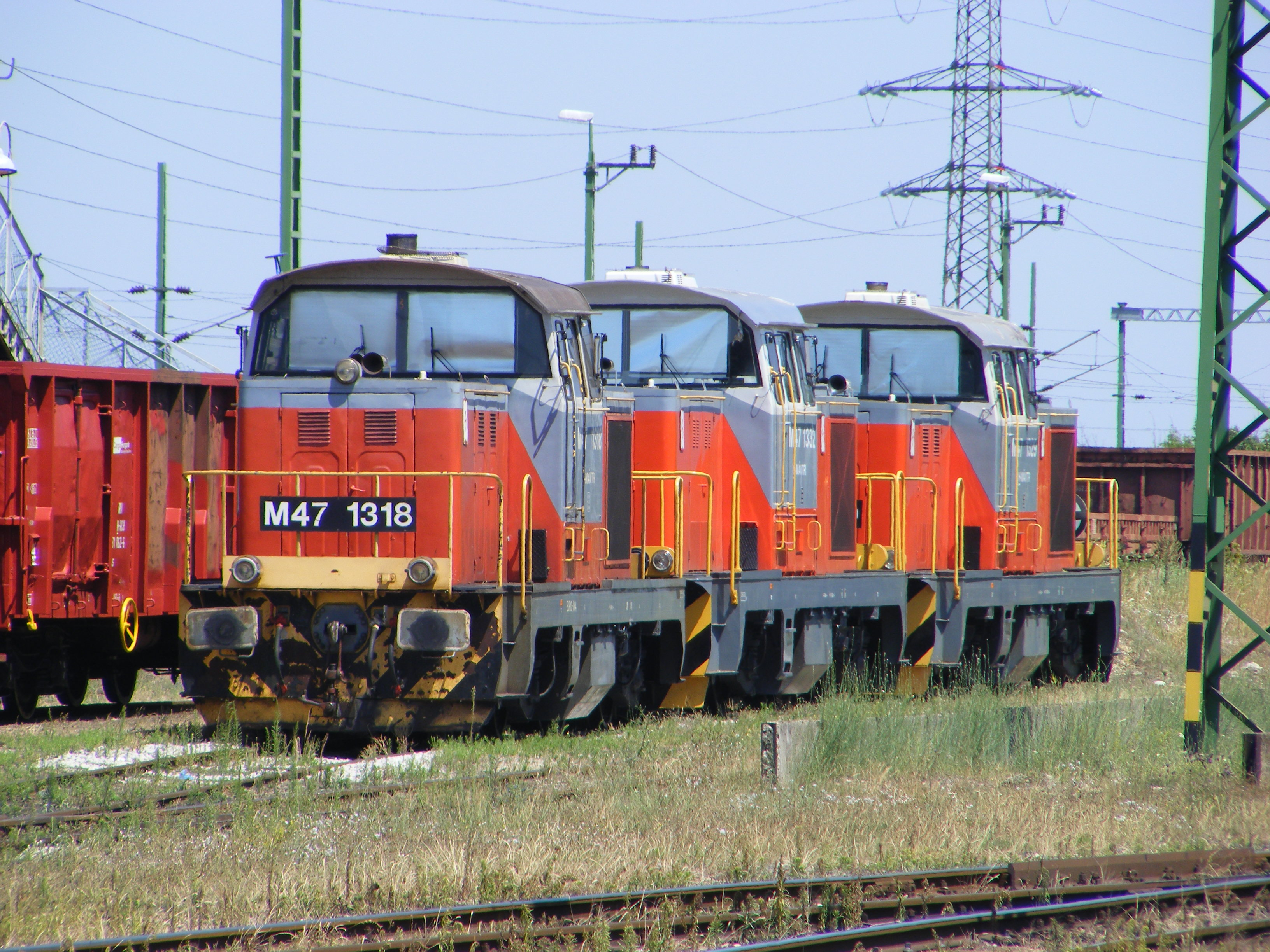
Drei abgestellte M47.1 in Veszprém im Juli 2011